# Dasycorsa rubrior
Dasycorsa rubrior är en fjärilsart som beskrevs av Wagner. Dasycorsa rubrior ingår i släktet Dasycorsa och familjen mätare. Inga underarter finns listade i Catalogue of Life.